# بخش انداگویا
بخش انداگویا (به اسپانیایی: Andagua District) یک سکونتگاه مسکونی در پرو است که در منطقه ارکیپا واقع شده‌است.

## خصوصیات
بخش انداگویا ۴۸۰٫۷۴ کیلومترمربع مساحت و ۱٬۲۵۱ نفر جمعیت دارد و ۳٬۵۸۷ متر بالاتر از سطح دریا واقع شده‌است.